# قلعة الصنقر
قلعة الصنقر، هي إحدى المعالم التاريخية والسياحية في عنيزة حيث بنيت عام 1302هـ. ويُقال بأنها من ضمن آثار الأتراك وحملة "محمد علي باشا" أثناء الحكم العثماني. لم يبقَ من القلعة سوى حصنين بسب عوامل الزمن, أحدهما داخل ما يسمى الآن مباني الجمعية الخيرية الصالحية ومركز صالح بن صالح الثقافي والآخر موجود إلى الشمال منه ولا زال باقياً حتى الآن، وقد قامت وكالة الآثار والمتاحف مؤخراً بإحاطته بسور حماية له.

## عن القلعة
يطلق بعض الأهالي على القلعة اسم "مرقب عنيزة"، وهو عبارة عن برج للمراقبة مبني من الحجارة المتوسطة وتتخذ شكل دائري بقطر 7.8 م وسمك الحائط 85 سم ويبلغ ارتفاع المتبقي منه ما بين 1 م إلى 2.5 م تقريبا، كما تتواجد على هذا البرج عدة فتحات صغيرة يرجح أنها استخدمت لإطلاق النار من أجل صد العدو.